# Ectopoglossus astralogaster
Ectopoglossus astralogaster é uma espécie de anfíbio anuro da família Dendrobatidae. Está presente no Panamá. A UICN classificou-a como em perigo crítico.